# Joseph (Utah)
Pour les articles homonymes, voir Joseph.
Joseph est une municipalité américaine située dans le comté de Sevier en Utah.
Lors du recensement de 2010, sa population est de 344 habitants. La municipalité s'étend sur 0,91 mille carré (2,36 km2).

## Histoire
D'abord appelée Jericho, la localité est renommée en l'honneur de Joseph Angell Young, fils de Brigham Young, apôtre de l'église mormone et dirigeant local.